# Transición del feudalismo al capitalismo
Transición del feudalismo al capitalismo es un concepto historiográfico que designa el periodo histórico y el proceso por el que el modo de producción feudal es sustituido paulatinamente por el modo de producción capitalista.

## Debate historiográfico
El término quedó acuñado en el célebre debate que a mediados del siglo XX mantuvieron personalidades de la historiografía y la economía más o menos cercanas al paradigma del materialismo histórico, en la versión inglesa o francesa (revistas Past and Present y Annales), como Maurice Dobb, Karl Polanyi, R. H. Tawney, Paul Sweezy, Kohachiro Takahashi, Christopher Hill, Georges Lefebvre, Giuliano Procacci, Eric Hobsbawm y John Merrington entre otros.
Según el modelo de interpretación marxista, todos los cambios históricos están en principio determinados por los cambios de modos de producción: empujadas por la dinámica de las fuerzas productivas, las cambiantes relaciones de producción (técnicas y sociales) producen una intensificación de la lucha de clases, con los consecuentes cambios en la superestructura política e ideológica para adaptarse a las nuevas condiciones. Una lectura menos determinista interpreta que cada formación social histórica tiene dentro de sí una combinación de modos de producción particular, y que la influencia de la estructura en la superestructura es bidireccional.

## Momentos clave
Dentro de la transición existirían varios momentos claves, que pueden considerarse críticos.
- El primero es la crisis del siglo XIV, que no sólo fue una crisis demográfica ligada a la Peste Negra de 1348, sino que está ligada a una inadecuación del modo de producción feudal al aumento de las fuerzas productivas:
  - aumento de la población desde al menos el año 1000,
  - roturación de nuevas tierras, con la consiguiente actuación de la ley de rendimientos decrecientes,
  - imposibilidad de aumentar el lento ritmo de mejoras técnicas (desconectadas de la ciencia medieval),
  - inadecuación del feudalismo para convertir los excedentes en capital: los señores no los invierten (traicionarían su papel social, que condena el trabajo y los campesinos no disponen de ellos) mientras que la burguesía y la ciudad ocupan un papel subsidiario (el alcance de éste papel es uno de los puntos centrales del debate historiográfico entre los autores arriba señalados).

En resumen, desde el siglo XIV comienza a disolverse el feudalismo, no sólo en sus aspectos económicos, sino sociales y políticos (fin de la servidumbre y el vasallaje en Europa Occidental, división de la nobleza en alta y baja, aumento del poder de las monarquías autoritarias frente a las monarquías feudales anteriores...).
- El segundo es la crisis del siglo XVII, cuya misma existencia también es discutida por la historiografía en un célebre debate. La crisis es una crisis general, pero con consecuencias muy distintas en cada parte de Europa:  Los países del área mediterránea (España, Italia) se refeudalizan, produciéndose incluso la denominada "traición de la burguesía".[2] Los del noroeste de Europa, avanzan hacia el capitalismo, el predominio social de la burguesía y sus valores (el trabajo, la propiedad), y estados que los defienden mediante sistemas políticos innovadores (Holanda e Inglaterra). La triunfante monarquía absoluta francesa, cúspide de una formación económico social propia del Antiguo Régimen, ha sido interpretada contradictoriamente, por unos como una fuerza transformadora, que unifica una economía de dimensiones nacionales, y por otros como una fuerza retardadora de las transformaciones que las fuerzas productivas "objetivamente" pudieran haber impuesto. El papel de las clases sociales y su misma existencia en ese momento han sido también objeto de cuestión.[3]
- El último es la Crisis del Antiguo Régimen, coincidente con las tres revoluciones simultáneas de mediados del siglo XVIII a mediados del siglo XIX (revolución industrial, Revolución Burguesa y Revolución Liberal), que se ha podido llamar La Era de las Revoluciones.[4]

## Localización
Su localización en el tiempo no puede hacerse con validez universal. Para Europa Occidental vendría a coincidir con los siglos XIV al XVIII, identificándose con lo que se ha venido a denominar el Antiguo Régimen. No obstante, el proceso se completaría mucho antes en Inglaterra (donde tienen lugar en primer lugar los cambios revolucionarios conocidos como revolución burguesa y la revolución industrial), más tarde en Francia y con más retraso en España (donde para algunos autores, la revolución industrial fracasó).
Para Europa Oriental, el feudalismo llegó más tardíamente, a finales de la Edad Media y durante la Edad Moderna se consolida el poder de la nobleza sobre los campesinos sometidos a servidumbre. La Edad Contemporánea verá cómo se produce una modernización a un ritmo acelerado en Rusia, lo que puede explicar las características especiales de la Revolución de 1917.
Si otro lugar del mundo tuvo esa misma transición sería Japón, que aislado conscientemente de influencias exteriores desde el siglo XVI se mantiene en un estadio similar al feudalismo, para abrirse bruscamente al capitalismo, también de forma consciente, con la Revolución Meiji.